# Apple News
Apple News é uma aplicação agregadora de notícias desenvolvida pela Apple Inc. para os seus sistemas operativos iOS, iPadOS, watchOS e macOS.

## Disponibilidade
Aquando do seu lançamento, a aplicação só estava disponível para os Estados Unidos. Em 21 de outubro de 2015, com o iOS 9.1, o News foi também disponibilizado na Austrália e no Reino Unido. A partir de 2019, a Apple News+ também está disponível no Canadá.
No Brasil, a Apple News ainda não suporta sites do Brasil.